# Fülesd
Fülesd község Szabolcs-Szatmár-Bereg vármegyében, a Fehérgyarmati járásban.

## Fekvése
A vármegye keleti, szatmári részén fekszik.
A közvetlenül határos települések: északkelet felől Kölcse, délkelet felől Vámosoroszi, dél-délnyugat felől Kisszekeres, délnyugat felől Mánd, nyugat felől Komoró, északnyugat felől pedig Túristvándi.
A környező, jelentősebb települések közül Fehérgyarmat 13,5, Tiszabecs és Túristvándi 12–12, Kölcse pedig 4 kilométer távolságra található.

### Megközelítése
Központján végighalad, délnyugat-északkeleti irányban a 491-es főút, így ez a legfontosabb közúti elérési útvonala. Déli szomszédja, Vámosoroszi felől a 4133-as úton érhető el.
Vasútvonal nem érinti; a legközelebbi vasúti csatlakozási lehetőségeket a Nyíregyháza–Mátészalka–Zajta-vasútvonal Kisszekeres megállóhelye kínálja, 8,5 kilométerre délnyugatra, vagy Penyige megállóhely, 9,5 kilométerre nyugatra.

## Története
Fülesd nevét először 1181-ben említik , a czégényi monostor birtokösszeírásakor.
1343-ban a Kölcseyek pusztájaként tartják számon.
Nevét 1477-ben Fylesd, 1488-ban Phylesd néven említik, ebben az időben is a Kölcsey uradalomhoz tartozott. 1475-ben a Kemerey család-nak is van itt részbirtoka, melyet a Gacsályiak vettek zálogba. 1488-ban a Kölcseyek birtokuk egyrészét a Perényieknek eladták.
A 16-17. században a Kölcseyek mellett több család is birtokrészt szerzett itt. 1496-ban Ujhelyi László és testvére Ágotha, Szepessy Lászlóné is birtokos Fülesden. 1507-ben Zoltán János, 1518 előtt Werbőczy István (aki ekkor cserélte el birtokait Perényi Istvánnal). 1520-ban a Báthoryak és a Guthi Országh család birtokosok itt. 1544-ben Muchey Pál, Nagyváthy János, Rácz Miklós a település birtokosa. 1561-ben Fekete Balogh János, 1577-ben Kubinyi László és Pongrácz Zsigmond. 1594-ben Wukityevich István is birtokosok. 1642-ben a Kölcsey család tagjai új adományt kaptak összes birtokaikra. 1664-ben Fülesden tartották a vármegyegyűlést is. 1696-ban a település az egész uradalommal együtt a szatmári várhoz tartozott, de később a Kölcseyek ismét visszakapták, és a későbbiekben is az övék maradt.
A Kölcsey család-beliek mellett azonban részbirtoka volt még itt a gróf Barkóczy, Gáspárek, a Czégényi Kende, Tarpay, és Barka családoknak is.
A 20. század elején Kölcsey Gábor, Ináncsy Károly, Tarpay Lajos, és Baka Béla a település nagyobb birtokosai.

## Népesség
A település népességének változása:
| Lakosok száma | 446  | 447  | 449  | 424  | 405  | 396  | 389  |
|               | 2013 | 2014 | 2015 | 2021 | 2022 | 2023 | 2024 |

2001-ben a település lakosságának 94%-a magyar, 6%-a cigány nemzetiségűnek vallotta magát.
A 2011-es népszámlálás során a lakosok 93,3%-a magyarnak, 5,1% cigánynak, 0,5% ukránnak mondta magát (6,7% nem nyilatkozott; a kettős identitások miatt a végösszeg nagyobb lehet 100%-nál). A vallási megoszlás a következő volt: római katolikus 5,8%, református 69,8%, görögkatolikus 1,2%, felekezeten kívüli 0,2% (22% nem válaszolt).
2022-ben a lakosság 93,3%-a vallotta magát magyarnak, 10,4% cigánynak, 0,5% ukránnak, 0,2-0,2% szlováknak, németnek és románnak, 0,5% egyéb, nem hazai nemzetiségűnek (6,7% nem nyilatkozott; a kettős identitások miatt a végösszeg nagyobb lehet 100%-nál). Vallásuk szerint 5,4% volt római katolikus, 64% református, 3,5% görög katolikus, 1,7% egyéb keresztény, 0,2% ortodox, 5,4% felekezeten kívüli (19,8% nem válaszolt).

## Közélete

### Polgármesterei
- 1990–1994: Bányai Bálint (független)[6][7]
- 1994–1998: Bányai Bálint (független)[8][9]
- 1998–2002: Bányai Bálint (független)[10][11]
- 2002–2006: Bányai Bálint (független)[12][13]
- 2006–2010: Márton László (független)[14][15]
- 2010–2014: Márton László (független)[16]
- 2014–2017: Márton László (Fidesz-KDNP)[17][18]
- 2017–2019: Varga Tibor (független)[19][20]
- 2019–2024: Varga Tibor (független)[21]
- 2024– : Varga Tibor (független)[1]

A településen 2017. április 9-én időközi polgármester-választást tartottak, az előző polgármester lemondása miatt.

## Nevezetességei
- Református templom - 1829 és 1850 között épült késő barokk stílusban. Tornya népies, romantikus stílus-jegyeket hordoz. Deszkamennyezete 1850-ben készült. Az épületet többször is felújították: 1882-ben, 1937-38-ban, és 1957-ben is.
- Falumúzeum – Egy régi parasztházban található.
- Kályhamúzeum – Böszörményi Sándor öntöttvas-kályhagyüjteménye.

## Ismert személyek

### A község szülöttei
- Bartha Béla (1861-1914) jogakadémiai tanár;
- Csiszár Árpád (1912-1989) református lelkész, etnográfus, a Beregi Múzeum igazgatója;
- Inántsy-Pap Elemér (1881–1964) ügyvéd, kincstári ügyész, miniszteri osztályfőnök, Szatmár vármegyei törvényhatósági bizottsági tag, országgyűlési képviselő (1939–1944)
- Makay Béla (1939-2016) pedagógus, író.

### Díszpolgárai
- Inántsy-Pap Elemér[23]

## Külső hivatkozások
- Fülesd honlapja